# Wilhelm Munthe
Abraham Wilhelm Støren Munthe, född den 20 oktober 1883 i Kristiania (nuvarande Oslo), död där den 18 december 1965, var en norsk bibliotekarie. Han var far till Gerhard och Preben Munthe.
Munthe blev bibliotekarie vid universitetsbiblioteket i Kristiania 1910 och var överbibliotekarie på samma ställe mellan 1922 och 1953. Han tog initiativ till upprättandet av Norske statsbibliotekarers forening, vars ordförande han var mellan 1920 och 1925.
Munthe skrev en mängd artiklar om norsk historia, resor och bibliografi. Han var ordförande i Den Norske Turistforening 1940–1946 och president i International Federation of Library Associations and Institutions mellan 1947 och 1951.